# Магомет — посланець Бога (фільм)
«Магомет — посланець Бога» (перс. محمد رسول‌الله) — іранський ісламський фільм-епопея, знятий Маджидом Маджиді. Прем'єра стрічки в Ірані відбулась 29 серпня 2015 року. Фільм був висунутий Іраном на премію «Оскар-2016» у номінації «найкращий фільм іноземною мовою».

## У ролях
- Магді Пакдел
- Саре Байат
- Мохсен Танабандех
- Даріуш Фарханг
- Магомет Асгарі